# Evridiki
Evridiki Theokleous (grško Ευρυδίκη Θεοκλέους), ciprska pevka, * 25. februar 1968, Limassol, Ciper.
Trikrat je zastopala Ciper na Pesmi Evrovizije, in sicer v letih 1992, 1994 ter 2007 v Helsinkih s pesmijo Comme Ci Comme Ça, ki jo je odpela v celoti v francoščini.

## Diskografija

### Albumi
- 1991 - Gia Proti Fora
- 1992 - Poso Ligo Me Xeris
- 1993 - Misise Me
- 1995 - Fthinoporo Gynekas
- 1996 - I Epomeni Mera (dvojna zgoščenka)
- 1997 - Pes to Mou Afto
- 1998 - Dese Mou ta Matia
- 1999 - To Koumbi
- 2000 - Ola Dika Sou
- 2002 - Live ki Allios
- 2003 - Oso Fevgo Gyrizo
- 2004 - Best of
- 2005 - Sto Idio Vagoni